# OTP Bank
OTP Bank (pełna nazwa: Országos Takarékpénztár, tzn. Krajowa Kasa Oszczędności) – największy bank komercyjny na Węgrzech, działający w Europie Środkowej i Wschodniej. Bank ma ponad 1000 oddziałów i obsługuje ponad 10 milionów klientów w 8 krajach.
Prezesem banku jest węgierski miliarder Sándor Csányi.
Kapitalizacja banku 19 września 2008 roku wynosiła 10,9 mld USD.

## Historia
Bank został założony w 1949 roku, kiedy to połączono ze sobą Pesti Hazai Első Takarékpénztár, Leszámítoló Bank i kilka mniejszych banków. Kierowanie bankiem powierzono Ministerstwu Finansów. Jego głównym obowiązkiem była obsługa rachunków klientów krajowych. Bank był własnością państwa do 1991 roku.
W ciągu ostatniej dekady, OTP Bank, którego prezesem i CEO został Sándor Csányi, stał się ważnym graczem na rynku Europy Środkowej: rozpoczął działalność na Słowacji, w Bułgarii, Rumunii, Chorwacji, Serbii, Czarnogórze, Rosji i Ukrainie. Począwszy od czerwca 2006 roku OTP negocjuje zakup kilku innych średnich i małych banków w Rosji, Serbii i Chorwacji. 12 listopada 2007 roku OTP nabył 100% udziałów w rosyjskim Donskojim Narodnijm Banku za 40,95 miliona dolarów.
OTP Bank pozostaje największym bankiem na Węgrzech. Jego pozycja została zagrożona tylko raz, ale bezskutecznie, kiedy to Erste Bank wykupił Postabank (Bank Pocztowy), starając się stworzyć największą finansową jednostkę na Węgrzech.
12 stycznia 2007 roku OTP przyjął nowe logo oraz nowe hasło: Megbízunk egymásban (Ufajmy sobie wzajemnie). Bank chce ponownie zdobyć zaufanie swoich klientów, którzy odeszli z niego w ostatnich latach do konkurencji. Nowy wizerunek odwołuje się do młodszych klientów.

## Grupa OTP

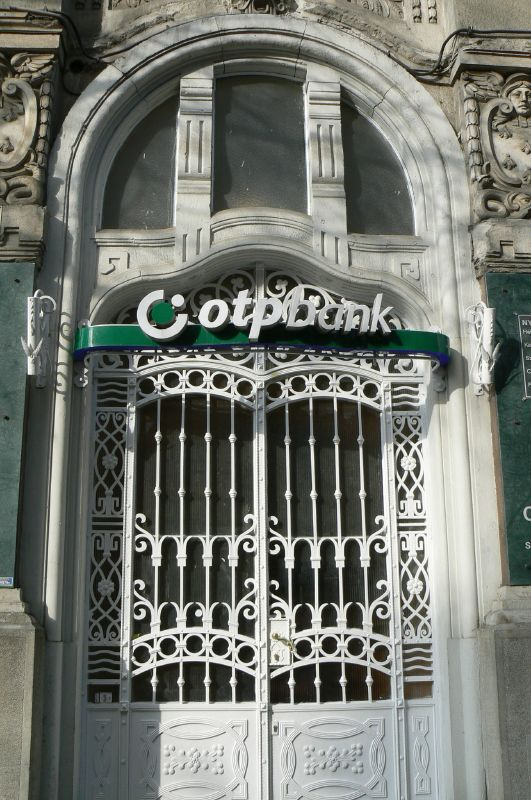
Główna siedziba OTP Bank

Bank kieruje międzynarodową organizacją o nazwie Grupa OTP, na którą składają się:
- OTP Bank Rt. – bank uniwersalny
- Merkantil Bank Ltd. – kredyty
- Merkantil Car Ltd. – leasing na samochody
- Merkantil Lease Ltd. – leasing
- OTP Building Society Ltd. – bank oszczędnościowy
- OTP Mortgage Bank Ltd. – bank hipoteczny
- DSK Bank EAD – bank uniwersalny (Bułgaria)
- OTP Banka Slovensko – bank uniwersalny (Słowacja)
- OTP Bank Romania SA – bank komercyjny (Rumunia)
- OTP banka Hrvatska – bank komercyjny (Chorwacja)
- OTP Garancia Insurance Ltd. – ubezpieczenia
- OTP Fund Management Ltd. – fundusz inwestycyjny
- OTP Real Estate Fund Management Ltd.- fundusz inwestycyjny
- Hungarian International Finance Ltd.- finanse międzynarodowe
- OTP Real Estate Ltd.- budowa i sprzedaż nieruchomości
- OTP-SCD Lízing Rt.
- OTP Factoring Ltd. – faktoring
- OTP Factoring Trustee Ltd. – ocena i sprzedaż nieruchomości
- OTP Pension Fund Ltd. – fundusz emerytalny
- OTP Health Fund – fundusz zdrowotny
- OTP Travel Ltd. – biuro podróży
- OTP Életjáradék Rt.